# Queen Will Be Crowned
Queen Will Be Crowned es un bootleg en vivo de una presentación de Queen en el Golders Green Hippodrome, Londres el 13 de septiembre de 1973, dando inicio a la gira de Queen, y siendo transmitida en BBC Radio 1 como parte del programa In Concert el 20 de octubre de 1973.
La mayoría del repertorio fue publicado en la edición de lujo del álbum recopilatorio de 2016, On Air.

## Lista de canciones
| Canciones de Queen Will Be Crowned | |          |  |
| N.º                                | Título | Duración |  |
| 1.                                 | «Introduction – Procession» | 1:42     |  |
| 2.                                 | «Father to Son» | 5:29     |  |
| 3.                                 | «Son and Daughter» | 7:20     |  |
| 4.                                 | «See What a Fool I've Been» | 4:44     |  |
| 5.                                 | «Ogre Battle» | 5:23     |  |
| 6.                                 | «Band Introduction» | 0:30     |  |
| 7.                                 | «Liar» | 7:27     |  |
| 8.                                 | «Rock 'n' Roll Medley» - I. «Jailhouse Rock» - II. «Shake, Rattle and Roll» - III. «Stupid Cupid» - IV. «Be-Bop-a-Lula» - V. «Jailhouse Rock» | 3:55     |  |
| 9.                                 | «Big Spender» / «Bama Lama Bama Loo» | 3:19     |  |

## Créditos
Créditos adaptados desde las notas del álbum.
- Freddie Mercury – voz principal, piano
- Brian May – guitarra eléctrica, coros
- Roger Taylor – batería, coros
- John Deacon – bajo eléctrico